# Ludwig Eisenberger (Amtmann)

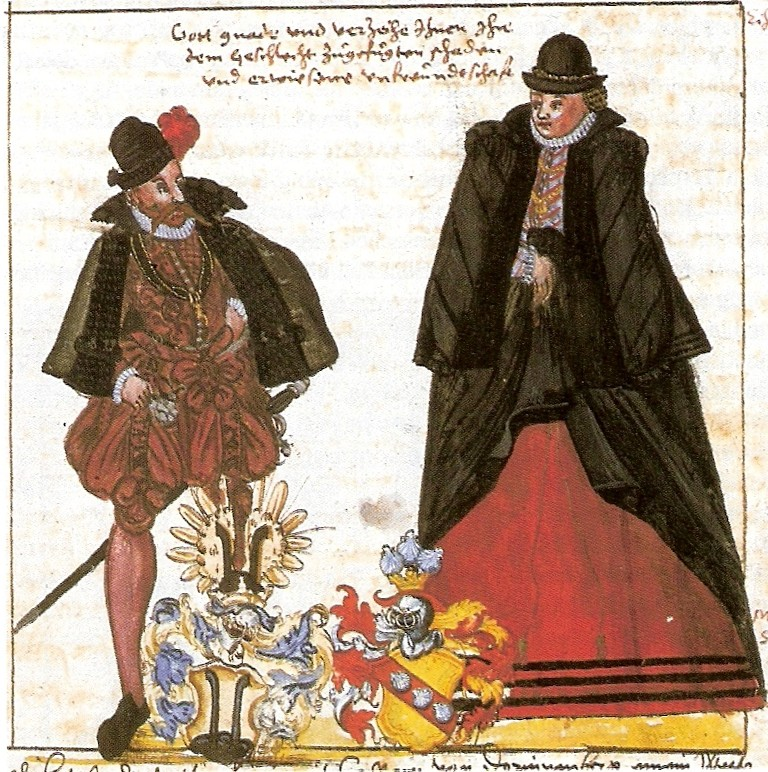
Ludwig Eisenberger mit seiner Frau

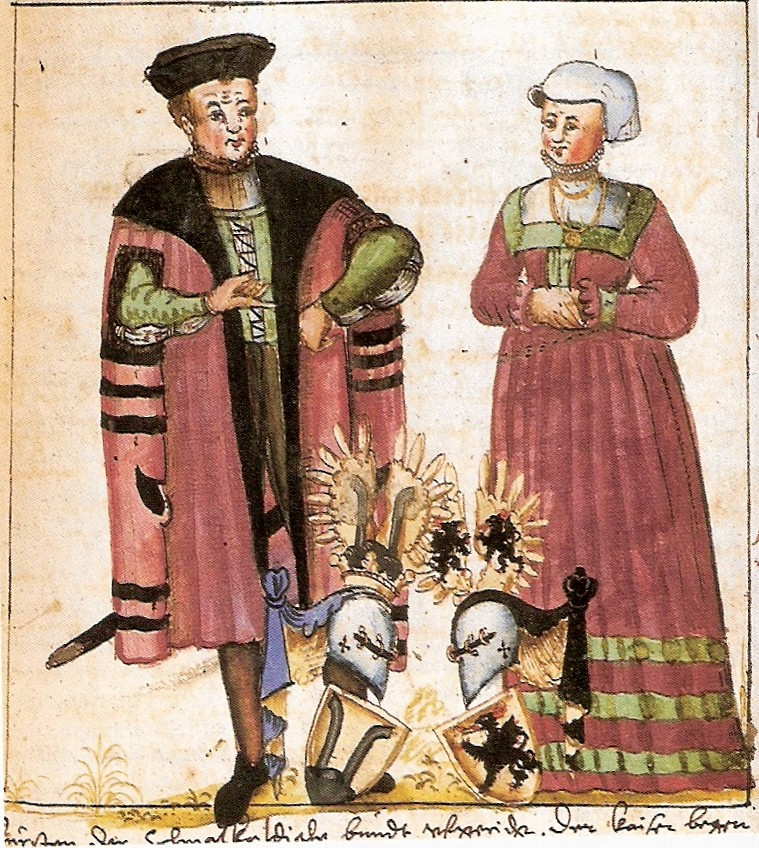
Seine Eltern, Philipp Eisenberger und Amalia Trechin

Ludwig Eisenberger (* 18. August 1541; † März 1591 in Wehrheim) war Amtmann im Amt Ortenberg und Amt Wehrheim.

## Leben
Ludwig Eisenberger war der Sohn der Ortenberger Amtmanns Philipp Eisenberger (dem fünften des Namens) und dessen erster Frau Amalia Trechin. Ludwig Eisenberger besuchte sporadisch die Schule in Marburg, zeigte aber nur geringes Interesse an Schulbildung. Daher wurde er an den Hof zu Wächtersbach als Kammerjunker von Graf Georg von Ysenburg gegeben. 1567 nahm er unter Emmerich von Reiffenburg an einem Kriegszug in Ungarn gegen die Türken teil. Anschließend war er ein Jahr am Hof des Pfalzgrafen Georg zu Lutzelstein, bevor er zehn Jahre lang in Mainz am Hof des Erzbischofs Daniel Brendel von Homburg diente, wo auch sein Bruder Dr. Johann Thoman Eisenberger als Rath wirkte.
Am 26. November 1578 heiratete Ludwig Eisenberger in Wetzlar Margaretha Schwartzin, die Tochter des nassauischen Rathes und Wehrheimer Amtmanns Dr. Jacob Schwarz. Schwarz war ein gebildeter und wohlhabender Mann. Als Doktor der Jurisprudenz war er ein einflussreicher Ratgeber der nassauischen Grafen. Er verfügte über Häuser und Grundbesitz in Wetzlar, Dillenburg und in Wehrheim. In Wehrheim war er Eigentümer eines adligen Hofgutes, das seinem Vater Chun Schwarz 1536 von Graf Wilhelm verliehen worden war.
Ludwig Eisenberger wurde 1575 Amtmann in Ortenberg, ein Amt, das auch schon sein Vater innegehabt hatte. Mit dem Tod von Christoph zu Stolberg 1581 musste er das Amt aufgeben. Der Grund ist unbekannt. Es kann mit den Auseinandersetzungen um die Grafschaft Königstein zusammenhängen. In jedem Fall bestanden Erbkonflikte innerhalb der Familie Eisenberger. So kommentiert die Chronik Eisenberger im abgebildeten Bild Ludwig Eisenbergers: „Gott gnade und verzeihe ihnen ihre dem Geschlecht zugefugten schaden und erwiesene unfreundschaft“. 1577, 1578 und 1580 erfolgten jeweils Vergleiche zwischen den Geschwistern bezüglich des Erbes des Bruders Johann Thoman Eisenberger. Ludwig erhielt neben vielem anderen das Elternhaus in Ortenberg und „Daniels Hof“ in Ranstadt.
1581 verließ er Ortenberg und zog in das Hofgut seines Schwiegervaters in Wehrheim. Dort wirkte er spätestens nach dem Tod seines Schwiegervaters 1583 als Amtmann und schied 1589 aus dem Amt aus.
Ludwig Eisenberger starb 1591 kinderlos. Erbin seines Vermögens wurde seine Frau. Die erhaltenen Familienlehen fielen an die Geschwister.